# Copa Libertadores 1989
Die Copa Libertadores 1989 war die 30. Auflage des wichtigsten südamerikanischen Fußballwettbewerbs für Vereinsmannschaften. 21 Mannschaften nahmen teil. Es nahmen jeweils die Landesmeister der CONMEBOL-Länder und die Zweiten teil. Das Teilnehmerfeld komplettierte Titelverteidiger Nacional Montevideo. Das Turnier begann am 12. Februar und endete am 31. Mai 1989 mit dem Final-Rückspiel. Der kolumbianische Vertreter Atlético Nacional gewann das Finale gegen Club Olimpia und damit zum ersten Mal die Copa Libertadores.

## Gruppenphase

### Gruppe 1
| Pl. | Verein              | Sp. | S | U | N | Tore    | Diff. | Punkte |
| --- | ------------------- | --- | - | - | - | ------- | ----- | ------ |
| 1.  | CD Cobreloa         | 6   | 3 | 2 | 1 | 007:400 | +3    | 08     |
| 2.  | Club Sol de América | 6   | 2 | 2 | 2 | 007:800 | −1    | 06     |
| 3.  | Club Olimpia        | 6   | 2 | 1 | 3 | 008:900 | −1    | 05     |
| 4.  | CSD Colo-Colo       | 6   | 2 | 1 | 3 | 007:800 | −1    | 05     |

|               |   |                     | Hinspiel | Rückspiel |
| ------------- | - | ------------------- | -------- | --------- |
| Club Olimpia  | - | Club Sol de América | 0:0      | 4:4       |
| CSD Colo-Colo | - | CD Cobreloa         | 0:2      | 2:2       |
| CSD Colo-Colo | - | Club Sol de América | 3:1      | 0:1       |
| CD Cobreloa   | - | Club Sol de América | 1:0      | 0:0       |
| Club Olimpia  | - | CSD Colo-Colo       | 2:0      | 0:2       |
| CD Cobreloa   | - | Club Olimpia        | 2:0      | 0:2       |

### Gruppe 2
| Pl. | Verein                     | Sp. | S | U | N | Tore    | Diff. | Punkte |
| --- | -------------------------- | --- | - | - | - | ------- | ----- | ------ |
| 1.  | EC Bahia                   | 6   | 4 | 2 | 0 | 011:500 | +6    | 10     |
| 2.  | Deportivo Táchira FC       | 6   | 3 | 1 | 2 | 007:800 | −1    | 07     |
| 3.  | Internacional Porto Alegre | 6   | 2 | 1 | 3 | 008:600 | +2    | 05     |
| 4.  | Marítimo Caracas           | 6   | 0 | 2 | 4 | 003:100 | −7    | 02     |

|                      |   |                      | Hinspiel | Rückspiel |
| -------------------- | - | -------------------- | -------- | --------- |
| Sport Maritimo       | - | Deportivo Táchira FC | 0:0      | 0:0       |
| Internacional        | - | EC Bahia             | 1:2      | 0:1       |
| Deportivo Táchira FC | - | Internacional        | 1:0      | 1:3       |
| Sport Maritimo       | - | Internacional        | 1:1      | 0:3       |
| Sport Maritimo       | - | EC Bahia             | 0:0      | 2:3       |
| Deportivo Táchira FC | - | EC Bahia             | 1:1      | 1:4       |

### Gruppe 3
| Pl. | Verein             | Sp. | S | U | N | Tore    | Diff. | Punkte |
| --- | ------------------ | --- | - | - | - | ------- | ----- | ------ |
| 1.  | CD Los Millonarios | 6   | 4 | 2 | 0 | 012:300 | +9    | 10     |
| 2.  | Atlético Nacional  | 6   | 2 | 3 | 1 | 008:700 | +1    | 07     |
| 3.  | Deportivo Quito    | 6   | 1 | 2 | 3 | 004:700 | −3    | 04     |
| 4.  | CS Emelec          | 6   | 1 | 1 | 4 | 004:110 | −7    | 03     |

|                    |   |                    | Hinspiel | Rückspiel |
| ------------------ | - | ------------------ | -------- | --------- |
| CS Emelec          | - | Deportivo Quito    | 1:0      | 0:1       |
| CD Los Millonarios | - | Atlético Nacional  | 1:1      | 2:0       |
| CS Emelec          | - | Atlético Nacional  | 1:1      | 1:3       |
| Deportivo Quito    | - | Atlético Nacional  | 1:1      | 1:2       |
| CS Emelec          | - | CD Los Millonarios | 0:2      | 1:4       |
| Deportivo Quito    | - | CD Los Millonarios | 0:0      | 1:3       |

### Gruppe 4
| Pl. | Verein                    | Sp. | S | U | N | Tore    | Diff. | Punkte |
| --- | ------------------------- | --- | - | - | - | ------- | ----- | ------ |
| 1.  | Boca Juniors              | 6   | 3 | 1 | 2 | 009:700 | +2    | 07     |
| 2.  | Racing Club               | 6   | 3 | 1 | 2 | 009:600 | +3    | 07     |
| 3.  | Universitario de Deportes | 6   | 3 | 0 | 3 | 007:600 | +1    | 06     |
| 4.  | Sporting Cristal          | 6   | 2 | 0 | 4 | 006:120 | −6    | 04     |

|                           |   |                           | Hinspiel | Rückspiel |
| ------------------------- | - | ------------------------- | -------- | --------- |
| Sporting Cristal          | - | Universitario de Deportes | 1:0      | 0:4       |
| Boca Juniors              | - | Racing Club               | 3:2      | 0:0       |
| Universitario de Deportes | - | Boca Juniors              | 1:0      | 0:2       |
| Sporting Cristal          | - | Boca Juniors              | 1:0      | 3:4       |
| Universitario de Deportes | - | Racing Club               | 2:1      | 0:2       |
| Sporting Cristal          | - | Racing Club               | 1:2      | 0:2       |

### Gruppe 5
| Pl. | Verein                | Sp. | S | U | N | Tore    | Diff. | Punkte |
| --- | --------------------- | --- | - | - | - | ------- | ----- | ------ |
| 1.  | Club Atlético Peñarol | 6   | 3 | 1 | 2 | 011:900 | +2    | 07     |
| 2.  | Danubio FC            | 6   | 3 | 0 | 3 | 007:700 | ±0    | 06     |
| 3.  | Club Bolívar          | 6   | 2 | 2 | 2 | 006:700 | −1    | 06     |
| 4.  | Club The Strongest    | 6   | 1 | 3 | 2 | 003:400 | −1    | 05     |

|                    |   |                       | Hinspiel | Rückspiel |
| ------------------ | - | --------------------- | -------- | --------- |
| Danubio FC         | - | Club Atlético Peñarol | 4:1      | 0:2       |
| Club Bolívar       | - | Club The Strongest    | 0:0      | 0:0       |
| Club The Strongest | - | Club Atlético Peñarol | 1:2      | 1:1       |
| Club Bolívar       | - | Club Atlético Peñarol | 3:0      | 0:5       |
| Club The Strongest | - | Danubio FC            | 1:0      | 0:1       |
| Club Bolívar       | - | Danubio FC            | 3:1      | 0:1       |

## Achtelfinale
|                       | Gesamt          |                            | Hinspiel | Rückspiel |
| --------------------- | --------------- | -------------------------- | -------- | --------- |
| Atlético Nacional     | 3:2             | Racing Club                | 2:0      | 1:2       |
| CD Los Millonarios    | 3:3 (4:3 i. E.) | Club Bolívar               | 0:1      | 3:2       |
| CD Cobreloa           | 1:0             | Deportivo Quito            | 0:0      | 1:0       |
| Danubio FC            | 3:1             | Nacional Montevideo        | 3:1      | 0:0       |
| Club Atlético Peñarol | 3:8             | Internacional Porto Alegre | 2:6      | 1:2       |
| EC Bahia              | 3:2             | Universitario de Deportes  | 1:1      | 2:1       |
| Deportivo Táchira FC  | 3:3 (2:3 i. E.) | Club Sol de América        | 0:3      | 3:0       |
| Boca Juniors          | 5:5 (6:7 i. E.) | Club Olimpia               | 0:2      | 5:3       |

## Viertelfinale
|                            | Gesamt |                    | Hinspiel | Rückspiel |
| -------------------------- | ------ | ------------------ | -------- | --------- |
| Atlético Nacional          | 2:1    | CD Los Millonarios | 1:0      | 1:1       |
| CD Cobreloa                | 1:4    | Danubio FC         | 0:2      | 1:2       |
| Internacional Porto Alegre | 1:0    | EC Bahia           | 1:0      | 0:0       |
| Club Sol de América        | 4:6    | Club Olimpia       | 0:2      | 4:4       |

## Halbfinale
|                            | Gesamt          |              | Hinspiel | Rückspiel |
| -------------------------- | --------------- | ------------ | -------- | --------- |
| Atlético Nacional          | 6:0             | Danubio FC   | 0:0      | 6:0       |
| Internacional Porto Alegre | 3:3 (3:5 i. E.) | Club Olimpia | 1:0      | 2:3       |

## Finale

### Hinspiel
| Club Olimpia                                                      | Club Olimpia | Atlético Nacional | Atlético Nacional |
| ----------------------------------------------------------------- | --- | --- | ----------------- |
| Club Olimpia                                                      | \| 24. Mai 1989 in Asunción, Paraguay (Estadio Defensores del Chaco) \| \| Ergebnis: 2:0 (1:0) \| \| Zuschauer: 45.000 \| \| Schiedsrichter: José Roberto Wright ( Brasilien) \|                                                                       | \| 24. Mai 1989 in Asunción, Paraguay (Estadio Defensores del Chaco) \| \| Ergebnis: 2:0 (1:0) \| \| Zuschauer: 45.000 \| \| Schiedsrichter: José Roberto Wright ( Brasilien) \|                                                                | Atlético Nacional |
| Club Olimpia                                                      | Ever Hugo Almeida – Fidel Miño, Gustavo Benítez, Herib Chamas, Roberto Krauseman, Vidal Sanabria (Fermin Balbuena), Jorge Guasch, Gustavo Neffa, Rafael Bobadilla, Raúl Vicente Amarilla, Alfredo Mendoza (Gabriel González) Cheftrainer: Luis Cubilla | René Higuita – Gildardo Gómez, Luis Carlos Perea, Andrés Escobar, León Villa (46. John Carmona), Felipe Pérez, Leonel Álvarez, Luis Fajardo, Alexis García, Albeiro Usuriaga, Jaime Arango (62. Níver Arboleda) Cheftrainer: Francisco Maturana | Atlético Nacional |
| Club Olimpia                                                      | 1:0 Rafael Bobadilla (36.) 2:0 Vidal Sanabria (60.) | | Atlético Nacional |
| 24. Mai 1989 in Asunción, Paraguay (Estadio Defensores del Chaco) | | |                   |
| Ergebnis: 2:0 (1:0)                                               | | |                   |
| Zuschauer: 45.000                                                 | | |                   |
| Schiedsrichter: José Roberto Wright ( Brasilien)                  | | |                   |

### Rückspiel
| Atlético Nacional                                           | Atlético Nacional | Club Olimpia | Club Olimpia |
| ----------------------------------------------------------- | --- | --- | ------------ |
| Atlético Nacional                                           | \| 31. Mai 1989 in Bogotá, Kolumbien (Estadio Nemesio Camacho) \| \| Ergebnis: 2:0 n. V. (2:0, 1:0), 5:4 i. E. \| \| Zuschauer: 50.000 \| \| Schiedsrichter: Juan Carlos Loustau ( Argentinien) \|                                                      | \| 31. Mai 1989 in Bogotá, Kolumbien (Estadio Nemesio Camacho) \| \| Ergebnis: 2:0 n. V. (2:0, 1:0), 5:4 i. E. \| \| Zuschauer: 50.000 \| \| Schiedsrichter: Juan Carlos Loustau ( Argentinien) \|                                                     | Club Olimpia |
| Atlético Nacional                                           | René Higuita – John Carmona, Luis Carlos Perea, Andrés Escobar, Gildardo Gómez, Leonel Álvarez, Luis Fajardo (85. Níver Arboleda), Alexis García, Jaime Arango (46. Felipe Pérez), Albeiro Usuriaga, John Jairo Tréllez Cheftrainer: Francisco Maturana | Ever Hugo Almeida – Fidel Miño, Gustavo Benítez, Herib Chamas, Roberto Krauseman, Vidal Sanabria, Jorge Guasch, Gustavo Neffa (Gabriel González), Rafael Bobadilla (Fermin Balbuena), Raúl Vicente Amarilla, Alfredo Mendoza Cheftrainer: Luis Cubilla | Club Olimpia |
| Atlético Nacional                                           | 1:0 Fidel Miño (46., Eigentor) 2:0 Albeiro Usuriaga (46.) | | Club Olimpia |
| Atlético Nacional                                           | Elfmeterschießen | | Club Olimpia |
| Atlético Nacional                                           | 1:0 Andrés Escobar 2:1 Albeiro Usuriaga 3:2 John Tréllez Alexis García verschießt 4:4 René Higuita Felipe Pérez verschießt Gildardo Gómez verschießt Luis Carlos Perea verschießt 5:4 Leonel Álvarez                                                    | Ever Almeida verschießt 1:1 Gustavo Benítez 2:2 Hérib Chamas 3:3 Alfredo Mendoza 3:4 Raúl Amarilla Gabriel González verschießt Jorge Guash verschießt Fermín Balbuena verschießt Vidal Sanabria verschießt                                             | Club Olimpia |
| 31. Mai 1989 in Bogotá, Kolumbien (Estadio Nemesio Camacho) | | |              |
| Ergebnis: 2:0 n. V. (2:0, 1:0), 5:4 i. E.                   | | |              |
| Zuschauer: 50.000                                           | | |              |
| Schiedsrichter: Juan Carlos Loustau ( Argentinien)          | | |              |